# Suzuta Miyako
Suzuta Miyako (鈴田 美夜子 (Linh Điền Mĩ Dạ Tử)) là một nữ diễn viên lồng tiếng người Nhật chủ yếu đóng góp trong các visual novel người lớn. Cô cũng được biết đến với tên Kaneko Akemi (金子明美).

## Vai lồng tiếng
- Angel Type với vai Yuzuki Miyū
- Anonymous với vai Shiomi Aya
- Aozora no Mieru Oka với vai Nishimura Haruna
- Arpeggio Kimi Iro no Melody với vai Hirose Aya
- Little Busters!, Little Busters! Ecstasy và Kud Wafter với vai Noumi Kudryavka
- Meguri, Hitohira. với vai Juhaigi Kyōka
- Muv Luv Altered Fable
- Nee Pon? × Rai Pon! với vai Carrot
- White Clarity với vai Nana
- Your Diary với vai Minagawa Yūhi